# Більський повіт (II Річ Посполита)
Більський повіт (пол. Powiat bielski) — адміністративна одиниця у складі Білостоцького воєводства Польської республіки. Утворений після окупації поляками Підляшшя з Більського повіту Гродненської губернії Російської імперії).

## Зміни адміністративного поділу
Новоприбулою польською владою у 1919 р. збережений колишній Більський повіт Гродненської губернії Російської імперії. 14 серпня 1921 року включений до новоутвореного Білостоцького воєводства.
1 серпня 1922 р. до Більського повіту приєднана територія ліквідованого Біловезького повіту (ґміни Бяловєжа, Масєво і Сухополь).
Розпорядженням Ради Міністрів 14 липня 1926 р. Сухопільська ґміна передана Пружанському повіту Поліського воєводства.
Розпорядженням міністра внутрішніх справ 27 березня 1929 р. утворена ґміна Гайнувка з частин ґмін Бяловєжа, Лосінка, Масєво і Орля, а 24 червня 1930 р. — ліквідована.
1 жовтня 1931 р. поселення Бжезіни-Яновента, Бжезіни-Нєдзвядкі, Пйотрово-Трояни, Воєнець і Заремби передані з ґміни Ґродзіск до ґміни Конти
1 січня 1934 р. розширено територію міста Більськ-Підляський за рахунок землі Якова Ваньчака з маєтку Головиськ ґміни Орля.
Розпорядженням міністра внутрішніх справ 12 квітня 1934 р. розширено територію міста Сім'ятичі: з сільської ґміни Сім'ятичі вилучено село Аннополь та приєднано до міста.
18 квітня 1934 р. розширено територію міста Більськ-Підляський за рахунок маєтку Головиськ ґміни Орля.
Розпорядженням Ради Міністрів 24 травня 1934 р. позбавлено міських прав і включене до сільської ґміни Лубін місто Ботьки, до сільської ґміни Радзівілувка — Мельник, до сільської ґміни Нарев — Нарев.
1 квітня 1938 р. селище Цехановець вилучене з Високомазовецького повіту і передане до Більського повіту та включене до складу міста Цехановець.

## Населення
У 1919 році повіт перейшов від Української Народної Республіки до Польської Республіки і зразу були закрито 71 українську школу.
Антиукраїнська політика знайшла продовження при проведенні перепису, коли українців рахували поляками або білорусами. Станом на 1921 рік за урядовими публікаціями населення Більського повіту становило 129 216 осіб — 87,1 тисячі (59,2%) поляків, 44,9 тисячі (30,5%) білорусів, 400 (0,3%) росіян, 4 „тутешніх" і 66 (0,1%) українців. Тодішній польський науковець А.Крисінський подав іншу статистику — 68 тисяч (46,3%) поляків, 52,5 тисячі (35,6%) українців і 6 тисяч (4,9%) білорусів. А в 1922 р. з евакуації повернулось ще 20.7 тисяч біженців, які в основному були українцями.

## У складі СРСР
В 1939 р. після радянської окупації територія повіту приєднана до БРСР, а 9 грудня 1939 р. включена до новоутвореної Білостоцької області. В січні 1940 р. повіт ліквідовано у зв'язку з переформатуванням області на райони.
Після війни територія колишнього повіту була передана Польщі (за винятком східних частин гмін Бяловєжа — нині ґміна Біловежа і Масєво — нині ґміна Наревка).